# Транзит (транспорт)
Транзи́т (от лат. transitus — «прохождение, переход», также проследование) — на транспорте, перевозка груза и пассажиров из одного места в другое через промежуточные пункты, например, международный транзит — это перевозка между двумя странами через территорию третьей, «транзитной», страны.
На железнодорожном транспорте транзит может обозначать:
1. транзит железной дороги — перевозку пассажиров и грузов, при которой станции отправления и назначения находятся за пределами железной дороги, по которой проходит транзит[3];
2. перевозку грузов без перегрузки на промежуточных станциях[4];
3. перевозку «транзитных» пассажиров с пересадкой на промежуточной станции[4]. Этот же смысл употребляется и при авиаперевозках.

Также на железнодорожном транспорте термин «транзит» применяется к поездам и отдельным вагонам.
На речном транспорте понятие «транзит» применяют к перевозкам между двумя или нескольким смежными пароходствами (прямой транзит), а также между портами-пристанями одного пароходства (внутренний транзит).
Таможенный транзит — таможенная процедура, при которой происходит транзит товаров по территории страны между двумя таможенными органами. При соблюдении процедуры товар не облагается пошлинами и не подлежит нетарифному регулированию.
Транзитный город — это промежуточный населённый пункт, через который идёт товар к получателю.